# Pascal Etienne
Pascal Etienne (* 8. Januar 1966; † 3. April 2010) war ein französischer Biathlon-Trainer.
Pascal Etienne trainierte viele junge französische Biathleten, darunter Frédéric Jean, Marie Dorin, Vincent Porret, Julien Ughetto und Yann Debayle. Sein erfolgreichster Schützling wurde Sandrine Bailly, die er schon zu deren Schulzeit betreut hatte. 1998 wurde Etienne französischer Nationaltrainer für das Frauenteam und blieb in dieser Position bis 2006. Während seiner Amtszeit gewannen die französischen Frauen drei Weltmeisterschaftstitel, zwei Vizeweltmeisterschaften, fünf dritte Plätze sowie eine Bronzemedaille im Mixed-Wettkampf. Den größten Erfolg als Cheftrainer erreichte er mit dem Gewinn der Sprint-Goldmedaille durch Florence Baverel-Robert bei den Olympischen Spielen 2006 von Turin, bei dem die Staffel zudem die Bronzemedaille gewinnen konnte. Bailly gewann unter seiner Führung in der Saison 2004/05 die Gesamtweltcupwertung. Zudem gewannen französische Läuferinnen zwischen 1998 und 2006 zwei Disziplin-Weltcup-Wertungen.
Etienne starb, nachdem er schon eineinhalb Jahre schwer erkrankt war, 2010. Bei den französischen Meisterschaften der Biathleten und Skilangläufer in der Woche nach seinem Tod, wurde ihm durch eine Schweigeminute gedacht.